# Ramón Alfredo Dus
Ramón Alfredo Dus (ur. 22 maja 1956 w San Lorenzo) – argentyński duchowny katolicki, arcybiskup Resistencia od 2013.

## Życiorys

### Prezbiterat
Święcenia kapłańskie otrzymał 8 grudnia 1980 i został inkardynowany do archidiecezji Paraná. Po święceniach został wikariuszem bazyliki w Nogoyá, a następnie przeszedł do parafii katedralnej. W 1989 został wykładowcą archidiecezjalnego seminarium, natomiast w 2000 objął funkcję jego rektora.

### Episkopat
5 sierpnia 2005 papież Benedykt XVI mianował go biskupem pomocniczym diecezji Reconquista, ze stolicą tytularną Thibica. Sakry biskupiej udzielił mu 17 września 2005 ówczesny arcybiskup Parany - Mario Maulión.
26 marca 2008 papież mianował go biskupem diecezji Reconquista.
21 lutego 2013 został mianowany arcybiskupem metropolitą Resistencia. Ingres odbył się 3 maja 2013.
Paliusz otrzymał z rąk papieża Franciszka w dniu 29 czerwca 2013.